# Черепаха (остров)
Остров Черепаха — искусственный остров на Азовском море, расположенный на 2 км южнее гавани Таганрога. Первый в России морской форт на искусственном основании, послуживший прообразом будущих морских оборонительных сооружений Кронштадта.

## История
Остров был насыпан на отмели перед гаванью для строительства цитадели в 1701—1706 годах Матвеем Симонтом.
По описи 1701 года: «… цитадели мера: длиннику от Троицкого 29 сажен без пол-аршина, от кубанской стороны 29 сажен, поперешнику от Царя-града 21 сажень с четвертью аршина, от Азова 19 сажен. На оной цитадели поставлено 37 пушек».

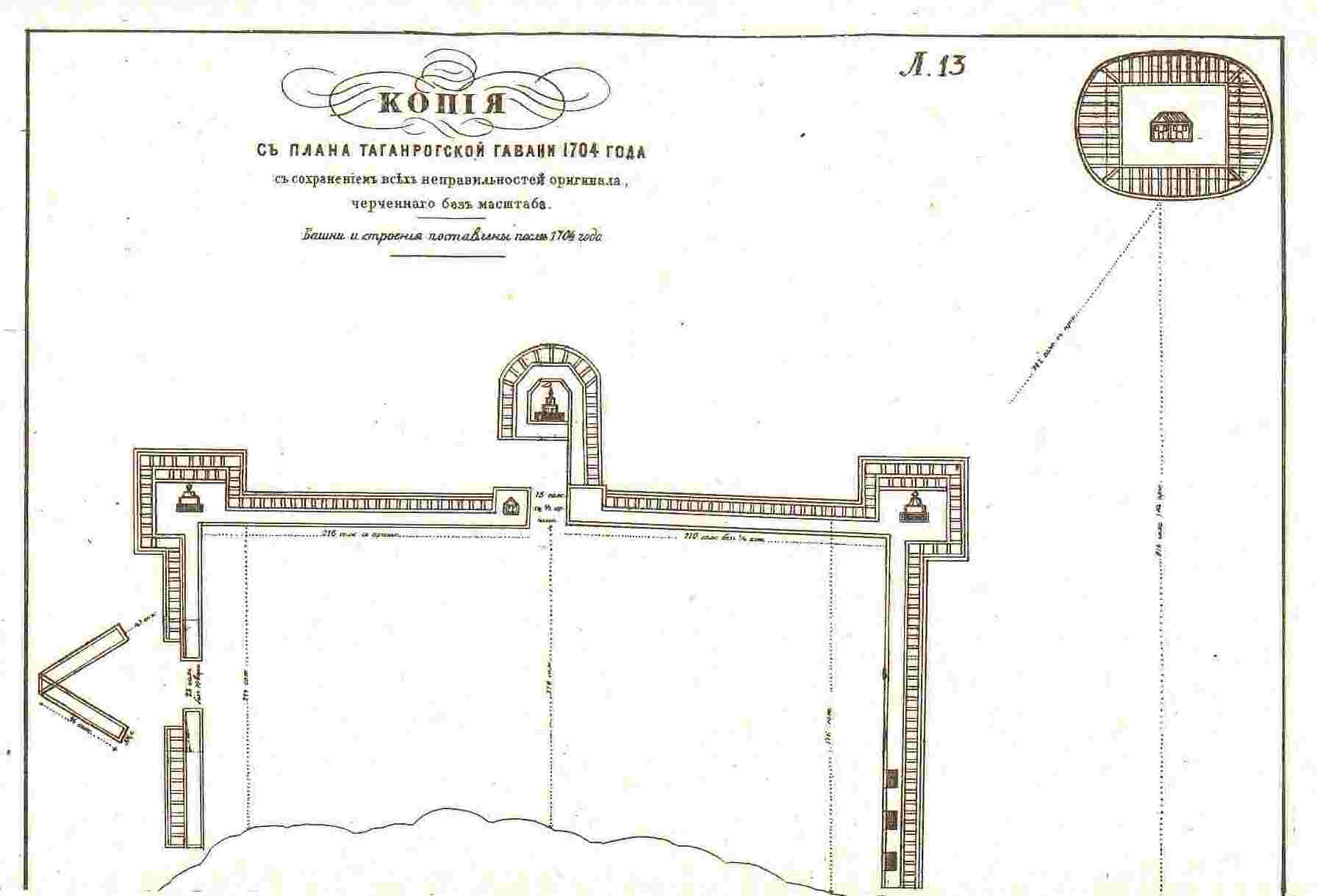
План Таганрогской гавани и форта Черепаха, 1704 г.

В 1702 году Апраксин писал Петру I из Троицкого: «Шанец, государь, в море делать зачали против наугольного раската в 600 саженях, а для свидетельства, государь, стреляли от гавани из 12-фунтовой пушки, ядра переносило через сажен на сто и более, и инженеры присоветовали, что далее того ставить невозможно». А в октябре того же года Апраксин писал уже из Воронежа: «Цитадель, государь, перед гаванью офундаментована и из воды вышла футов 5, и возможно на том же основании поставить 100 пушек… На ней наложено более 4000 камня, пошло и 7 ящиков тех, в которые камень складен, село в море с лишком 7 футов, и кругом сваями обили и камень положили…».
В 1702 году цитадель была готова. Она была овальной формы, на ней был заложен шанец, а пока стояла «изба толстого леса мерою 3 сажени, крытая камышом». Остров был вооружён мортирами. Надводная часть острова была покрыта камнем на известковом растворе.
Своим названием «Черепаха» остров обязан намываемому на отмель множеству ракушек («черепашки»), никаких черепах там не водилось..
Согласно Прутскому мирному договору цитадель была разрушена до основания. В следующей войне с Турцией (1735—1739) согласно Белградскому мирному договору территория, присоединённая в результате Азовских походов, была возвращена России, но без права восстановления Троицка.
На южной оконечности мыса Таган-Рог в 1746 году была устроена русская таможенная застава, а на острове Черепаха — дозор.
В последней четверти XVIII века Таганрог потерял своё военно-стратегическое значение, цитадель восстановлена не была, а на её месте в 1776 году был установлен временный карантин, основная часть которого располагалась на юго-восточном берегу Таганрогского полуострова.
В 1845 году на острове Черепаха впервые был установлен маяк. Позднее, в 1894 году деревянный маяк заменили на металлический, с бензиновой горелкой.

## Современное состояние
В сентябре 1981 года на острове Черепаха работали поисковики спортивного клуба Таганрогского радиотехнического института «Барракуда». Студенты обнаружили на острове и близ него множество предметов петровской эпохи: пушечные ядра, корабельные гвозди, небольшой кованый якорь, остатки дубовых свай.
На нём ещё сохранились остатки дубовых свай. В непосредственной близости от острова глубина составляет от 2 до 3 метров, а в самом судоходном канале глубина уже достигает 12 метров.
Во время отлива в ясную погоду можно увидеть остатки острова, с высокого берега мыса походящие на гигантскую морскую черепаху.